# The Further Adventures of the Girl Spy
The Further Adventures of the Girl Spy è un cortometraggio muto del 1910 diretto da Sidney Olcott.

## Trama

### Scene
- Prima scena: Viene portato l'ordine per Nan, la ragazza spia.
- Seconda scena: Nan riceve l'ordine. Vado io, generale, o non torno più
- Terza scena: Nan giunge nel luogo di incontro del nemico
- Quarta scena: Nan apprende i piani nemici
- Quinta scena: L'inseguimento. Un astuto stratagemma
- Sesta scena: Nan, travestita da ragazzo, attraversa le linee
- Settima scena: L'audace inganno di Nan
- Ottava scena: Generale, ci sono riuscita[1]

## Produzione
Il film fu prodotto dalla Kalem Company. Venne girato a Jacksonville, Florida.

## Distribuzione
Distribuito dalla Kalem Company, il film - un cortometraggio di una bobina - uscì nelle sale cinematografiche USA il 1º aprile 1910.